# Phortica goetzi
Phortica goetzi är en tvåvingeart som först beskrevs av Maca 1987.  Phortica goetzi ingår i släktet Phortica och familjen daggflugor.
Artens utbredningsområde är Turkiet. Inga underarter finns listade i Catalogue of Life.